# Forte de Nossa Senhora da Conceição de Díli

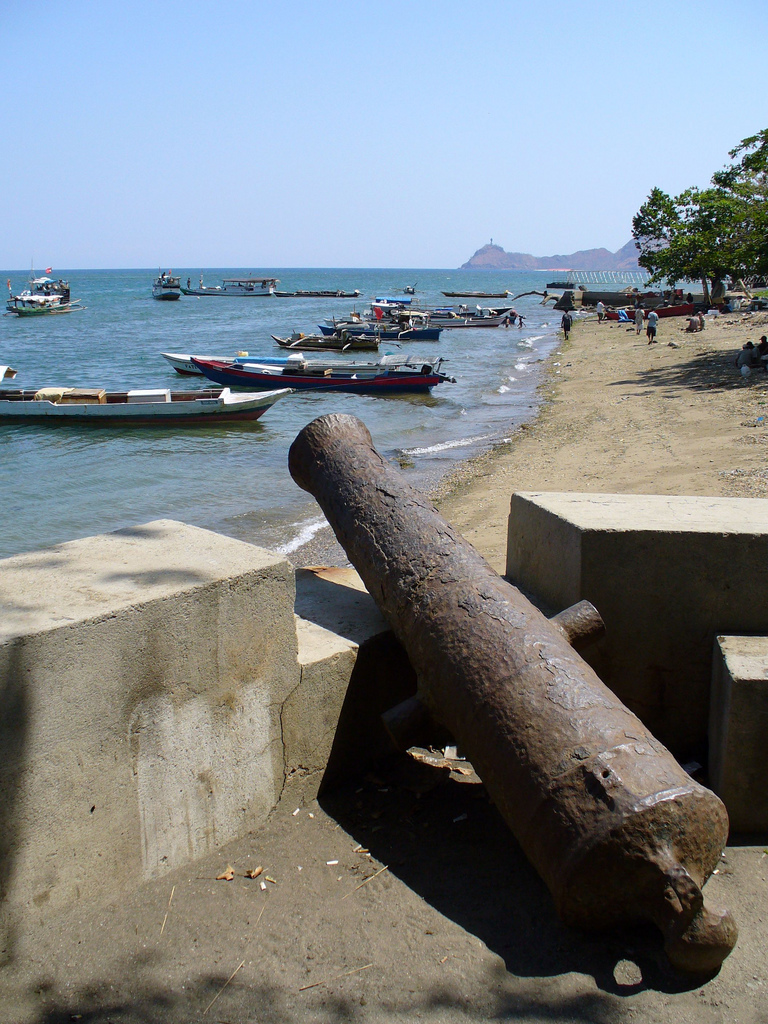
Antigo canhão português em Díli.

O Forte de Nossa Senhora da Conceição de Díli, também referido como Fortaleza de Tranqueira e Fortaleza de Díli', localizava-se em Díli, no Distrito de mesmo nome, em Timor-Leste.

## História
A povoação e baía de Dili figuram nos mapas de Francisco Rodrigues desenhados em 1512. Aí já existia então uma pequena feitoria, onde eram trocados panos de algodão, espadas, facas e machados por madeira de sândalo, cera e mel nativos.
Mais tarde, no século XVIII, os conflitos regionais contra as autoridades portuguesas em Lifau levaram o governador António José Teles de Meneses a mandar evacuar aquela praça em 11 de Agosto de 1769, destruindo-a antes de a abandonar.
Para nova sede da administração do Timor Português a povoação de Dilí foi elevada à categoria de Vila, iniciando-se uma campanha de obras a 10 de Outubro do mesmo ano. Nos primeiros anos, a cidade não passava de um pequeno aglomerado de casas de madeira, sumariamente protegidas por trincheiras e baluartes. Os frágeis edifícios de madeira acabaram por ser consumidos por sucessivos incêndios até que, em 1834, sob orientação do governador José Maria Marques, Díli foi devidamente urbanizada, sendo elevada à categoria de cidade, em Janeiro de 1864.
A principal estrutura destinada à defesa da cidade, a Fortaleza de Nossa Senhora da Conceição, era conhecida apenas como "Tranqueira", por ter sido erguida – como as demais casas da vila - em madeira. A sua defesa era complementada pelo chamado Forte de Carqueto, que defendia a entrada do porto e o ancoradouro.
Em 1859 foi celebrado um tratado de limites com os Países Baixos, mantendo-se sob a soberania portuguesa a banda oriental (região dos Belos), com um pequeno enclave, Ambeno (Ocussi), e a ilha Pulo-Cambing numa área total de 16.250 km2, e reconhecida aos Países Baixos a metade ocidental (região de Servião), de área um pouco menor, com 16.100 km2. Essa partilha foi retificada mais tarde, em 1902, por nova linha de fronteiras que reconheceu a Portugal 16.384 km2 de território, e o restante aos Países Baixos. Em 1949 este último passou a fazer parte dos Estados Unidos da Indonésia. A parte portuguesa, com o enclave de Ambeno e a ilha Pulo-Cambing, tem a capital em Dili; o restante da ilha, outrora Neerlandês e agora da Indonésia, mantém a capital em Cupão (Cupang).
A estrutura não chegou até aos nossos dias.